# UFC Fight Night: Barnett vs. Nelson
UFC Fight Night: Barnett vs. Nelson (также известно как UFC Fight Night 75) — событие организации смешанных боевых искусств Ultimate Fighting Championship, которое прошло 27 сентября 2015 года на стадионе Сайтама Супер Арена в японском городе Сайтама.

## Положение до турнира
Это было четвёртое по счёту мероприятие UFC, состоявшееся в городе Сайтама, после UFC 144 в феврале 2012 года, UFC on Fuel TV: Silva vs. Stann в марте 2013 года и UFC Fight Night: Hunt vs. Nelson в сентябре 2014 года.
Главным событием вечера стал бой в тяжёлом весе между бывшим чемпионом UFC в тяжёлом весе Джошем Барнеттом и победителем The Ultimate Fighter 10 Роем Нельсоном. Оба бойца тренировали две противостоящие команды на шоу Road to UFC: Japan.
В рамках турнира также состоялся финал Road to UFC: Japan в полулёгком весе. Впервые в истории шоу финалисты Мидзуто Хирота и Тэруто Исихара свели бой в ничью. Однако было объявлено, что оба бойца получат шестизначные контракты с UFC.
Ожидалось, что Гегард Мусаси будет драться с Руаном Карнейру, но из-за травмы Карнейру был вынужден сняться с боя, его заменил Юрая Холл. Китаец Ли Цзинлян должен был встретиться с Киити Кунимото, но Кунимото получил травму и его заменил возвратившийся в UFC ветеран Кейта Накамура. На турнире должен был состояться поединок между Мэттом Хобаром и Норифуми Ямамото. Однако оба бойца, сославшись на травму, вынуждены были сняться.

## Результаты
| Категория                          |                 |                 | Способ                                                    | Раунд | Время |
| Основные бои (Fox Sports 1)        |                 |                 |                                                           |       |       |
| Тяжёлый веc                        | Джош Барнетт    | Рой Нельсон     | Единогласное решение (48-47, 48-47, 50-45)                | 5     | 5:00  |
| Средний вес                        | Юрая Холл       | Гегард Мусаси   | Технический нокаут (удар коленом в прыжке и удары руками) | 2     | 0:25  |
| Наилегчайший вес                   | Кёдзи Хоригути  | Чико Камус      | Единогласное решение (30-27, 30-27, 30-27)                | 3     | 5:00  |
| Легчайший вес                      | Такэя Мидзугаки | Джордж Руп      | Единогласное решение (29-28, 29-28, 29-28)                | 3     | 5:00  |
| Полулёгкий вес                     | Диегу Брандан   | Кацунори Кикуно | Технический нокаут (удары)                                | 1     | 0:28  |
| Полулёгкий вес                     | Мидзуто Хирота  | Тэруто Исихара  | Раздельная ничья (29-28, 28-29, 29-29)                    | 3     | 5:00  |
| Предварительные бои (Fox Sports 2) |                 |                 |                                                           |       |       |
| Полусредний вес                    | Кэйта Накамура  | Ли Цзинлян      | Техническое удушение (сзади со стойки)                    | 3     | 2:17  |
| Лёгкий вес                         | Ник Хейн        | Юсукэ Касуя     | Единогласное решение (30-27, 29-28, 29-28)                | 3     | 5:00  |
| Лёгкий вес                         | Кайан Джонсон   | Наоюки Котани   | Единогласное решение (29-28, 29-28, 30-27)                | 3     | 5:00  |
| Полусредний вес                    | Синсё Андзай    | Роджер Запата   | Технический нокаут (травма)                               | 3     | 0:47  |

## Награды
Следующие бойцы получили бонусные выплаты в размере $50 000:
- Лучший бой вечера: не присуждено

- Выступление вечера: Джош Барнетт, Юрая Холл, Диегу Брандан и Кейта Накамура